# Copa Perú 2015
La Copa Perú 2015 fue la edición 43.ª de la competición futbolística peruana a nivel nacional. Se disputó desde el mes de febrero en sus primeras etapas, en cada departamento del Perú, hasta el mes de diciembre, a nivel nacional. A partir de esta temporada se eliminaron los 8 Torneos Regionales existentes desde 1998 con modificaciones en el año 2004.
El campeón fue Defensor La Bocana que ganó el ascenso a la Primera División, dándole derecho a jugar el Campeonato Descentralizado 2016. El subcampeón Academia Cantolao tuvo derecho a participar en la Segunda División Peruana 2016.

## Etapa distrital, provincial y departamental
La Etapa Distrital se jugó desde febrero hasta fines de mayo en cada una de las ligas distritales de todo el país. El primer partido de la copa fue entre La Victoria y Social El Olivo por la Liga Distrital de Abancay el sábado 7 de febrero. Los campeones y subcampeones pasaron a jugar la siguiente etapa (provincial) que culminó en la segunda semana de julio. Luego de disputar la etapa provincial, clasificaron el campeón y el subcampeón a la etapa departamental.

## Etapa nacional
Esta etapa se jugó a partir de la segunda semana de septiembre hasta diciembre. La novedad para esta edición fue la eliminación de la etapa regional, la cual fue reemplazada por la nueva etapa nacional, donde por primera vez todos los departamentos tuvieron representantes. La nueva etapa nacional fue organizada y controlada por la Federación Peruana de Fútbol, y se apoyó en la asistencia de la empresa creadora del nuevo formato del torneo, MatchVision, a quien le pertenecen los derechos de propiedad intelectual de dicho formato, basado en la creación del Formato de Zonas, creado por Leandro A. Shara.

### Primera Fase: cruces zonales
Esta nueva fase conglomeró a los 50 equipos clasificados desde la etapa departamental. Estos disputaron seis partidos, enfrentando a 3 rivales, los que se organizaron por cercanía geográfica, jugando cada equipo 3 partidos de local y 3 partidos de visita intercalados. Los equipos campeones siempre enfrentarán a equipos subcampeones y viceversa. Finalizadas las seis fechas de esta fase, todos los equipos se ordenaron en una sola tabla única de posiciones, donde: Los equipos ubicados en los puestos 1 al 8 clasificaron directamente a la tercera fase: octavos de final. Los equipos ubicados en los puestos 9 al 24 accedieron a la segunda fase, de repechajes. Finalmente, los equipos ubicados entre los puestos 25 al 50 quedaron eliminados.
Criterio de desempate
El Criterio de Desempate cuenta con 7 parámetros que se enumeran:

 1.	Mayor cantidad de puntos.

 2.	Mayor cantidad de puntos relativos: Que nacen de multiplicar los puntos ganados a cada rival por los puntos obtenidos por ese rival específico.

 3.	Mejor diferencia de goles.

 4.	Mayor cantidad de goles a favor.

 5.	Mejor campaña de visita utilizando los mismos criterios sólo para los partidos en esa condición:

        1.	Mayor cantidad de puntos logrados de visita

        2.	Mayor cantidad de puntos relativos en sus partidos de visita

        3.	Mejor diferencia de goles logrados de visita

        4.	Mayor cantidad de goles a favor en sus partidos de visita

 6.     Puntos logrados en el primer tiempo: Considerando como resultado final sólo el resultado de los primeros tiempos, y por último	

 7.	Se aplicará sorteo.

### Participantes
| Departamento  | Club                       | Fund. | Ciudad         | Condición                | Director Técnico              |
| ------------- | -------------------------- | ----- | -------------- | ------------------------ | ----------------------------- |
| Amazonas      | Unidos por el Progreso     | 2015  | Chachapoyas    | Campeón departamental    | César Espino                  |
| Amazonas      | Bagua Grande F. C.         | 2012  | Bagua Grande   | Subcampeón departamental | Juan Manuel Pérez             |
| Áncash        | Sport Áncash               | 1967  | Huaraz         | Campeón departamental    | Víctor Bullón                 |
| Áncash        | Deportivo Delusa           | 2008  | Casma          | Subcampeón departamental | Moisés Baras                  |
| Apurimac      | Sport Municipal            | 1990  | San Jerónimo   | Campeón Departamental    | José Chacaltana               |
| Apurimac      | Cultural Santa Rosa        | 1989  | Talavera       | Subcampeón Departamental | Rafael Arnao                  |
| Arequipa      | La Colina                  | 2010  | El Pedregal    | Campeón Departamental    | Mario Flores                  |
| Arequipa      | Sportivo Huracán           | 1927  | Arequipa       | Subcampeón Departamental | Raúl Obando                   |
| Ayacucho      | Player Villafuerte         | 2011  | Huanta         | Campeón departamental    | Carlos Solís                  |
| Ayacucho      | Dep. Municipal de Kimbiri  | 2005  | Kimbiri (CSC)  | Subcampeón departamental | Marco Medina Marca            |
| Cajamarca     | Deportivo Hualgayoc        | 1992  | Hualgayoc      | Campeón departamental    | Erick Torres                  |
| Cajamarca     | Unión Bambamarca           |       | Bambamarca     | Subcampeón departamental | Jorge Gamarra                 |
| Cusco         | Alfredo Salinas            | 2011  | Yauri          | Campeón Departamental    | Paúl Rodríguez                |
| Cusco         | Deportivo Garcilaso        | 1957  | Cusco          | Subcampeón Departamental | Johan Rubio                   |
| Huancavelica  | Unión Deportivo Ascensión  | 1959  | Ascensión      | Campeón Departamental    | Jaime Carrión                 |
| Huancavelica  | Racing FBC                 | 1942  | Huancavelica   | Subcampeón Departamental | Luis Fajardo Pinazo           |
| Huánuco       | Mariano Santos             | 1987  | Tingo María    | Campeón Departamental    | Jimmy Asencios                |
| Huánuco       | Sport Boys de Tocache      | 1954  | Tocache (SMA)  | Subcampeón Departamental | José Mena                     |
| Ica           | Juventud Barrio Nuevo      | 1969  | Ocucaje        | Campeón Departamental    | Jaime Moscoso                 |
| Ica           | América                    | 1957  | Palpa          | Subcampeón Departamental | Edgar Quiroz                  |
| Junín         | Sport La Vid               | 2013  | Concepción     | Campeón departamental    | Mifflin Bermúdez              |
| Junín         | Trilce Internacional       | 2013  | Huancayo       | Subcampeón departamental | Luis Ventura                  |
| La Libertad   | Racing Club                | 1946  | Huamachuco     | Campeón departamental    | Nolberto Cruz                 |
| La Libertad   | Real Sociedad              | 2012  | Chugay         | Subcampeón departamental | Miguel Pacheco                |
| Lambayeque    | Construcción Civil         | 2008  | José L. Ortiz  | Campeón departamental    | Edwin Zelada                  |
| Lambayeque    | Alianza Vista Alegre       | 1957  | Oyotún         | Subcampeón departamental | Johano Bermúdez - José Bances |
| Lima          | Independiente Miraflores   | 1983  | Lima           | Campeón Departamental    | Gustavo Rivas                 |
| Lima          | Defensor Laure Sur         | 1960  | Chancay        | Subcampeón Departamental | Marcial Rojas                 |
| Loreto        | Bolívar                    | 1978  | Iquitos        | Campeón departamental    | Ricardo Solignac              |
| Loreto        | Deportivo Salud            | 2013  | San Lorenzo    | Subcampeón departamental | Juan José Vásquez             |
| Madre de Dios | Minsa FBC                  | 1996  | Pto. Maldonado | Campeón Departamental    | Víctor Bautista               |
| Madre de Dios | Fray Martín                | 1961  | Pto. Maldonado | Subcampeón Departamental | Erick Coral                   |
| Moquegua      | Deportivo Enersur          | 2003  | Ilo            | Campeón Departamental    | Marco Sánchez                 |
| Moquegua      | Atlético Huracán           | 1958  | Moquegua       | Subcampeón Departamental | Richard Suez                  |
| Pasco         | Alipio Ponce               | 2000  | Yanacancha     | Campeón departamental    | Henry Arteaga                 |
| Pasco         | Sociedad de Tiro N° 28     | 1907  | Tinyahuarco    | Subcampeón departamental | Pablo Camargo                 |
| Piura         | Defensor La Bocana         | 1987  | Sechura        | Campeón departamental    | Javier Atoche                 |
| Piura         | Sport Túpac Amaru          | 1981  | Sullana        | Subcampeón departamental | Genaro Medina                 |
| Puno          | Unión Fuerza Minera        | 2010  | Quilcapuncu    | Campeón Departamental    | José Ramírez Cubas            |
| Puno          | Alfonso Ugarte             | 1928  | Puno           | Subcampeón Departamental | José Bustamante               |
| San Martín    | Constructora Trujillo      | 2014  | Jepelacio      | Campeón departamental    | Jorge Mori                    |
| San Martín    | Unión Tarapoto             | 1955  | Tarapoto       | Subcampeón departamental | Leonardo Morales              |
| Tacna         | Coronel Bolognesi          | 1929  | Tacna          | Campeón Departamental    | Lizandro Barbarán             |
| Tacna         | Sport Junior               | 1991  | Chulibaya      | Subcampeón Departamental | Yuri Cáceres                  |
| Tumbes        | Cristal Tumbes             | 1980  | Tumbes         | Campeón departamental    | René Rujel - Wilder Garay     |
| Tumbes        | José Chiroque Cielo        | 2009  | Zarumilla      | Subcampeón departamental | Rigoberto Zapata              |
| Ucayali       | Dep. Municipal de Callería | 1966  | Pucallpa       | Campeón Departamental    | Harry López                   |
| Ucayali       | Municipal de Aguaytía      | 1992  | Aguaytía       | Subcampeón Departamental | Crower Urrelo                 |
| Callao        | Academia Cantolao          | 1981  | Bellavista     | Campeón departamental    | Guillermo Esteves             |
| Callao        | Juventud La Perla          | 1955  | La Perla       | Subcampeón departamental | Miguel Zapata                 |

### Tabla nacional de posiciones
|  | Pos. | Equipo                          |                       | PJ | PG | PE | PP | Pts. | PR  | Dif. | GF | GC | Pts. Vi. |
|  | ---- | ------------------------------- | --------------------- | -- | -- | -- | -- | ---- | --- | ---- | -- | -- | -------- |
|  | 1º   | La Colina                       | Se mantuvo            | 6  | 6  | 0  | 0  | 18   | 60  | +15  | 19 | 4  | 9        |
|  | 2º   | Sport La Vid                    | Ascendió de posición  | 6  | 5  | 1  | 0  | 16   | 100 | +7   | 14 | 7  | 7        |
|  | 3º   | Cristal Tumbes                  | Ascendió de posición  | 6  | 5  | 0  | 1  | 15   | 51  | +15  | 22 | 7  | 6        |
|  | 4º   | Coronel Bolognesi               | Ascendió de posición  | 6  | 5  | 0  | 1  | 15   | 33  | +11  | 15 | 4  | 6        |
|  | 5º   | Independiente Miraflores        | Ascendió de posición  | 6  | 5  | 0  | 1  | 15   | 33  | +8   | 12 | 4  | 6        |
|  | 6º   | Cultural Santa Rosa             | Descendió de posición | 6  | 4  | 2  | 0  | 14   | 92  | +7   | 13 | 6  | 5        |
|  | 7º   | Academia Cantolao               | Ascendió de posición  | 6  | 4  | 2  | 0  | 14   | 40  | +12  | 18 | 6  | 5        |
|  | 8º   | Deportivo Municipal de Kimbiri  | Descendió de posición | 6  | 4  | 1  | 1  | 13   | 64  | +5   | 9  | 4  | 4        |
|  | 9º   | Alfredo Salinas                 | Descendió de posición | 6  | 4  | 1  | 1  | 13   | 50  | +7   | 14 | 8  | 6        |
|  | 10º  | Sport Boys de Tocache           | Descendió de posición | 6  | 4  | 1  | 1  | 13   | 44  | +3   | 11 | 8  | 6        |
|  | 11º  | Deportivo Enersur               | Descendió de posición | 6  | 4  | 1  | 1  | 13   | 28  | +11  | 20 | 9  | 4        |
|  | 12º  | Racing de Huamachuco            | Ascendió de posición  | 6  | 4  | 0  | 2  | 12   | 102 | +5   | 17 | 12 | 3        |
|  | 13º  | Deportivo Delusa                | Ascendió de posición  | 6  | 4  | 0  | 2  | 12   | 78  | +5   | 18 | 13 | 3        |
|  | 14º  | Deportivo Hualgayoc             | Ascendió de posición  | 6  | 4  | 0  | 2  | 12   | 57  | +4   | 10 | 6  | 3        |
|  | 15º  | Minsa FBC                       | Ascendió de posición  | 6  | 4  | 0  | 2  | 12   | 51  | +5   | 14 | 9  | 6        |
|  | 16º  | Construcción Civil              | Ascendió de posición  | 6  | 4  | 0  | 2  | 12   | 39  | +2   | 10 | 8  | 3        |
|  | 17º  | Unión Tarapoto                  | Descendió de posición | 6  | 3  | 2  | 1  | 11   | 85  | +2   | 8  | 6  | 4        |
|  | 18º  | Juventud Barrio Nuevo           | Ascendió de posición  | 6  | 3  | 2  | 1  | 11   | 20  | +8   | 11 | 3  | 5        |
|  | 19º  | Unión Bambamarca                | Descendió de posición | 6  | 3  | 1  | 2  | 10   | 100 | +4   | 11 | 7  | 1        |
|  | 20º  | Defensor La Bocana              | Ascendió de posición  | 6  | 3  | 1  | 2  | 10   | 70  | +5   | 12 | 7  | 1        |
|  | 21º  | Trilce Internacional            | Ascendió de posición  | 6  | 3  | 1  | 2  | 10   | 64  | -1   | 10 | 11 | 3        |
|  | 22º  | Sport Áncash                    | Ascendió de posición  | 6  | 3  | 1  | 2  | 10   | 62  | +15  | 19 | 4  | 1        |
|  | 23º  | José Chiroque Cielo             | Descendió de posición | 6  | 3  | 0  | 3  | 9    | 111 | 0    | 10 | 10 | 0        |
|  | 24º  | Sportivo Huracán                | Ascendió de posición  | 6  | 3  | 0  | 3  | 9    | 93  | 0    | 7  | 7  | 3        |
|  | 25º  | Bagua Grande                    | Descendió de posición | 6  | 3  | 0  | 3  | 9    | 87  | -3   | 5  | 8  | 0        |
|  | 26º  | Deportivo Municipal de Aguaytía | Ascendió de posición  | 6  | 2  | 3  | 1  | 9    | 48  | +1   | 7  | 6  | 5        |
|  | 27º  | Alfonso Ugarte                  | Descendió de posición | 6  | 2  | 2  | 2  | 8    | 91  | +2   | 10 | 8  | 1        |
|  | 28º  | Unión Deportivo Ascensión       | Ascendió de posición  | 6  | 2  | 2  | 2  | 8    | 75  | -2   | 5  | 7  | 1        |
|  | 29º  | Deportivo América               | Descendió de posición | 6  | 2  | 2  | 2  | 8    | 70  | -1   | 6  | 7  | 3        |
|  | 30º  | Bolívar                         | Descendió de posición | 6  | 2  | 2  | 2  | 8    | 46  | +1   | 8  | 7  | 4        |
|  | 31º  | Constructora Trujillo           | Ascendió de posición  | 6  | 2  | 2  | 2  | 8    | 37  | -2   | 7  | 9  | 1        |
|  | 32º  | Unión Fuerza Minera             | Descendió de posición | 6  | 2  | 2  | 2  | 8    | 34  | +10  | 14 | 4  | 4        |
|  | 33º  | Unidos por el Progreso          | Ascendió de posición  | 6  | 2  | 1  | 1  | 7    | 70  | +0   | 6  | 6  | 0        |
|  | 34º  | Sociedad de Tiro N° 28          | Descendió de posición | 6  | 2  | 1  | 3  | 7    | 61  | +1   | 9  | 8  | 1        |
|  | 35º  | Real Sociedad                   | Descendió de posición | 6  | 2  | 0  | 4  | 6    | 54  | -9   | 8  | 17 | 0        |
|  | 36º  | Alipio Ponce                    | Descendió de posición | 6  | 1  | 1  | 4  | 4    | 46  | -2   | 10 | 12 | 0        |
|  | 37º  | Sport Túpac Amaru               | Ascendió de posición  | 6  | 1  | 1  | 4  | 4    | 46  | -9   | 9  | 18 | 0        |
|  | 38º  | Player Villafuerte              | Ascendió de posición  | 6  | 1  | 1  | 4  | 4    | 38  | -5   | 7  | 10 | 0        |
|  | 39º  | Sport Municipal                 | Ascendió de posición  | 6  | 1  | 1  | 4  | 4    | 22  | -6   | 1  | 7  | 0        |
|  | 40º  | Racing FBC                      | Se mantuvo            | 6  | 0  | 3  | 3  | 3    | 27  | -4   | 3  | 7  | 1        |
|  | 41º  | Deportivo Garcilaso             | Descendió de posición | 6  | 1  | 0  | 5  | 3    | 12  | -9   | 5  | 14 | 0        |
|  | 42º  | Defensor Laure Sur              | Ascendió de posición  | 6  | 0  | 2  | 4  | 2    | 24  | -10  | 6  | 16 | 0        |
|  | 43º  | Mariano Santos                  | Ascendió de posición  | 6  | 0  | 2  | 4  | 2    | 18  | -11  | 5  | 16 | 0        |
|  | 44º  | Atlético Huracán                | Descendió de posición | 6  | 0  | 1  | 5  | 1    | 13  | -17  | 5  | 22 | 0        |
|  | 45°  | Fray Martín 2                   | Ascendió de posición  | 6  | 1  | 0  | 5  | 0    | 36  | -20  | 2  | 22 | 0        |
|  | 46º  | Sport Junior                    | Se mantuvo            | 6  | 0  | 0  | 6  | 0    | 0   | -16  | 5  | 21 | 0        |
|  | 47º  | Deportivo Municipal de Callería | Descendió de posición | 6  | 1  | 2  | 3  | -1   | 28  | -7   | 5  | 12 | 1        |
|  | 48º  | Deportivo Salud 1               | Se mantuvo            | 6  | 0  | 2  | 4  | -4   | 16  | -9   | 3  | 12 | -2       |
|  | 49º  | Alianza Vista Alegre 1          | Se mantuvo            | 6  | 0  | 0  | 6  | -6   | 0   | -15  | 2  | 17 | -3       |
|  | 50º  | Juventud La Perla 1             | Se mantuvo            | 6  | 0  | 0  | 6  | -6   | 0   | -19  | 0  | 19 | -3       |

- PJ = Partidos jugados; G = Partidos ganados; E = Partidos empatados; P = Partidos perdidos; Pts. = Puntos.; Pts. Rela. = Puntos Relativos; Dif. = Diferencia de gol; G.F. = Goles a favor; Pts. Visi. = Puntos de Visita.

Juventud La Perla y Alianza Vista Alegre perdieron por W.O sus dos últimos partidos.
- Datos: www.dechalaca.com[5]

|  | Clasifican a Etapa Nacional-Tercera Fase  |
|  | Clasificados Etapa Nacional-Segunda Fase. |
|  | Eliminados                                |

### Fixture
| Bolívar FC                | 1 - 3     | Unión Tarapoto            | Max Augustín            | Iquitos          | 12 de septiembre | 15:00 |
| Independiente Miraflores  | 3 - 0     | Juventud La Perla         | Manuel Bonilla          | Lima             | 12 de septiembre | 15:30 |
| Juventud Barrio Nuevo     | 3 - 0     | Racing FBC                | José Picasso Peratta    | Ica              | 12 de septiembre | 15:45 |
| Construcción Civil        | 3 - 1     | Sport Túpac Amaru         | Carlos Castañeda        | Chiclayo         | 13 de septiembre | 12:00 |
| Sport Áncash              | 5 - 0     | Defensor Laure Sur        | Rosas Pampa             | Huaraz           | 13 de septiembre | 12:30 |
| Constructora Trujillo     | 2 - 0     | Real Sociedad             | IPD de Moyobamba        | Moyobamba        | 13 de septiembre | 14:00 |
| Unión Fuerza Minera       | 1 - 2     | Sportivo Huracán          | Santa María             | Putina           | 13 de septiembre | 15:00 |
| Coronel Bolognesi         | 3 - 1     | Atlético Huracán          | Jorge Basadre           | Tacna            | 13 de septiembre | 15:00 |
| Cristal Tumbes            | 6 - 2     | Alianza Vista Alegre      | Mariscal Cáceres        | Tumbes           | 13 de septiembre | 15:00 |
| Academia Cantolao         | 4 - 2     | Deportivo América         | Alberto Gallardo        | Lima             | 13 de septiembre | 15:00 |
| Mariano Santos            | 1 - 1     | Dep. Municipal (Aguaytía) | Municipal de Aucayacu   | Aucayacu         | 13 de septiembre | 15:00 |
| Alipio Ponce              | 5 - 0     | Sport Boys (Tocache)      | Daniel Alcides Carrión  | Cerro de Pasco   | 13 de septiembre | 15:00 |
| Sport La Vid              | 1 - 0     | Sociedad de Tiro N° 28    | Mariscal Castilla       | El Tambo         | 13 de septiembre | 15:15 |
| Deportivo Enersur         | 5 - 1     | Alfonso Ugarte            | Mariscal Nieto          | Ilo              | 13 de septiembre | 15:15 |
| Deportivo Hualgayoc       | 2 - 1     | Bagua Grande FC           | José Gálvez Egúsquiza   | Hualgayoc        | 13 de septiembre | 15:30 |
| Dep. Municipal (Callería) | 2 - 1     | Deportivo Salud           | Aliardo Soria Pérez     | Pucallpa         | 13 de septiembre | 15:30 |
| Minsa FBC                 | 6 - 1     | Deportivo Garcilaso       | IPD                     | Puerto Maldonado | 13 de septiembre | 15:30 |
| UD Ascensión              | 1 - 0     | Trilce Internacional      | IPD                     | Huancavelica     | 13 de septiembre | 15:30 |
| Player Villafuerte        | 2 - 2     | Cultural Santa Rosa       | Eloy Molina Robles      | Huanta           | 13 de septiembre | 15:30 |
| Sport Municipal           | 0 - 0     | Dep. Municipal (Kimbiri)  | Los Chankas             | Andahuaylas      | 13 de septiembre | 15:30 |
| Alfredo Salinas           | 3 - 0 (*) | Fray Martín               | Municipal de Espinar    | Espinar          | 13 de septiembre | 15:30 |
| La Colina                 | 2 - 1     | Sport Junior              | Almirante Miguel Grau   | El Pedregal      | 13 de septiembre | 15:30 |
| Defensor La Bocana        | 4 - 0     | José Chiroque Cielo       | Sesquicentenario        | Sechura          | 13 de septiembre | 15:30 |
| Racing Huamachuco         | 2 - 0     | Deportivo Delusa          | Municipal de Huamachuco | Huamachuco       | 13 de septiembre | 15:50 |
| Unidos por el Progreso    | 1 - 1     | Unión Bambamarca          | Gran Kuelap             | Chachapoyas      | 14 de octubre    | 15:30 |

| Trilce Internacional      | 1 - 0 | Alipio Ponce              | Mariscal Castilla         | El Tambo         | 19 de septiembre | 15:00 |
| Deportivo Salud           | 1 - 1 | Constructora Trujillo     | Max Augustín              | Iquitos          | 19 de septiembre | 15:15 |
| Juventud La Perla         | 0 - 3 | Juventud Barrio Nuevo     | Campolo Alcalde           | Callao           | 19 de septiembre | 16:00 |
| Unión Tarapoto            | 3 - 2 | Unidos por el Progreso    | Carlos Vidaurre           | Tarapoto         | 20 de septiembre | 13:00 |
| Dep. Municipal (Kimbiri)  | 3 - 0 | UD Ascensión              | Municipal de Kimbiri      | Kimbiri          | 20 de septiembre | 13:00 |
| Sport Túpac Amaru         | 1 - 4 | Cristal Tumbes            | Campeones del 36          | Sullana          | 20 de septiembre | 13:30 |
| Sport Boys                | 2 - 2 | Dep. Municipal (Callería) | Municipal de Tocache      | Tocache          | 20 de septiembre | 15:00 |
| Alfonso Ugarte            | 5 - 0 | Minsa FBC                 | Enrique Torres Belón      | Puno             | 20 de septiembre | 15:00 |
| Cultural Santa Rosa       | 1 - 0 | Alfredo Salinas           | Los Chankas               | Andahuaylas      | 20 de septiembre | 15:00 |
| Fray Martín               | 0 - 2 | Unión Fuerza Minera       | IPD                       | Puerto Maldonado | 20 de septiembre | 15:00 |
| Sociedad de Tiro N° 28    | 3 - 1 | Independiente Miraflores  | Daniel Alcides Carrión    | Cerro de Pasco   | 20 de septiembre | 15:15 |
| Bagua Grande FC           | 1 - 0 | Defensor La Bocana        | San Luis                  | Bagua Grande     | 20 de septiembre | 15:30 |
| Unión Bambamarca          | 4 - 2 | Racing Huamachuco         | Héroes San Ramón          | Cajamarca        | 20 de septiembre | 15:30 |
| Dep. Municipal (Aguaytía) | 1 - 3 | Bolívar FC                | Aliardo Soria Pérez       | Pucallpa         | 20 de septiembre | 15:30 |
| Defensor Laure Sur        | 2 - 2 | Academia Cantolao         | Rómulo Shaw               | Chancay          | 20 de septiembre | 15:30 |
| Deportivo América         | 1 - 0 | Player Villafuerte        | Municipal de Grocio Prado | San José         | 20 de septiembre | 15:30 |
| Racing FBC                | 0 - 1 | Sport La Vid              | IPD                       | Huancavelica     | 20 de septiembre | 15:30 |
| Deportivo Garcilaso       | 1 - 0 | Sport Municipal           | Inca Garcilaso            | Cusco            | 20 de septiembre | 15:30 |
| Sportivo Huracán          | 2 - 1 | Coronel Bolognesi         | Mariano Melgar            | Arequipa         | 20 de septiembre | 15:30 |
| Sport Junior              | 0 - 4 | Deportivo Enersur         | Jorge Basadre             | Tacna            | 20 de septiembre | 15:30 |
| Atlético Huracán          | 1 - 3 | La Colina                 | 25 de Noviembre           | Moquegua         | 20 de septiembre | 15:30 |
| José Chiroque Cielo       | 2 - 0 | Construcción Civil        | 24 de julio               | Zarumilla        | 20 de septiembre | 15:45 |
| Real Sociedad             | 1 - 0 | Sport Áncash              | Municipal de Huamachuco   | Huamachuco       | 20 de septiembre | 15:50 |
| Deportivo Delusa          | 9 - 2 | Mariano Santos            | Valeriano López           | Casma            | 20 de septiembre | 16:00 |
| Alianza Vista Alegre      | 0 - 3 | Deportivo Hualgayoc       | Santa María               | Cayaltí          | 20 de septiembre | 16:00 |

| Bolívar                   | 1 - 1       | Deportivo Salud           | Max Augustín              | Iquitos          | 26 de septiembre | 15:00 |
| La Colina                 | 3 - 2       | Sportivo Huracán          | Almirante Miguel Grau     | El Pedregal      | 26 de septiembre | 15:30 |
| Juventud Barrio Nuevo     | 0 - 1       | Deportivo América         | José Picasso Peratta      | Ica              | 26 de septiembre | 16:00 |
| Academia Cantolao         | 1 - 0       | Juventud La Perla         | Campolo Alcalde           | Callao           | 26 de septiembre | 16:00 |
| Sport Áncash              | 5 - 0       | Deportivo Delusa          | Rosas Pampa               | Huaraz           | 27 de septiembre | 12:00 |
| Construcción Civil        | 1 - 0       | Alianza Vista Alegre      | Carlos Casteñeda          | Chiclayo         | 27 de septiembre | 13:00 |
| Player Villafuerte        | 1 - 3       | Dep. Municipal (Kimbiri)  | Eloy Molina Robles        | Huanta           | 27 de septiembre | 13:00 |
| Cristal Tumbes            | 4 - 1       | José Chiroque Cielo       | Mariscal Cáceres          | Tumbes           | 27 de septiembre | 15:00 |
| Constructora Trujillo     | 0 - 0       | Unión Tarapoto            | IPD                       | Moyobamba        | 27 de septiembre | 15:00 |
| Mariano Santos            | 0 - 2       | Sport Boys                | U. N. Agraria de la Selva | Tingo María      | 27 de septiembre | 15:00 |
| Alipio Ponce              | 2 - 2       | Sociedad de Tiro N° 28    | Daniel Alcides Carrión    | Cerro de Pasco   | 27 de septiembre | 15:00 |
| Unión Fuerza Minera       | 0 - 0       | Alfonso Ugarte            | Guillermo Briceño         | Juliaca          | 27 de septiembre | 15:00 |
| Alfredo Salinas           | 2 - 1       | Deportivo Garcilaso       | Municipal de Espinar      | Espinar          | 27 de septiembre | 15:00 |
| Sport La Vid              | 2 - 1       | Trilce Internacional      | Huancayo                  | Huancayo         | 27 de septiembre | 15:15 |
| Defensor La Bocana        | 2 - 1       | Sport Túpac Amaru         | Sesquicentenario          | Sechura          | 27 de septiembre | 15:30 |
| Unidos por el Progreso    | 1 - 0       | Bagua Grande FC           | Gran Kuelap               | Chachapoyas      | 27 de septiembre | 15:30 |
| Deportivo Hualgayoc       | 1 - 0       | Unión Bambamarca          | José Gálvez Egúzquiza     | Hualgayoc        | 27 de septiembre | 15:30 |
| Dep. Municipal (Callería) | 1 - 1       | Dep. Municipal (Aguaytia) | Aliardo Soria             | Pucallpa         | 27 de septiembre | 15:30 |
| UD Ascensión              | 1 - 1       | Racing FBC                | IPD                       | Huancavelica     | 27 de septiembre | 15:30 |
| Sport Municipal           | 0 - 3 (***) | Cultural Santa Rosa       | Los Chankas               | Andahuaylas      | 27 de septiembre | 15:30 |
| Deportivo Enersur         | 4 - 1       | Atlético Huracán          | Mariscal Nieto            | Ilo              | 27 de septiembre | 15:30 |
| Minsa FBC                 | 0 - 1       | Fray Martín               | IPD                       | Puerto Maldonado | 27 de septiembre | 15:30 |
| Coronel Bolognesi         | 3 - 0       | Sport Junior              | Joel Gutiérrez            | Tacna            | 27 de septiembre | 15:30 |
| Independiente Miraflores  | 1 - 0       | Defensor Laure Sur        | Segundo Aranda            | Huacho           | 27 de septiembre | 15:30 |
| Racing Club               | 2 - 0       | Real Sociedad             | Municipal de Huamachuco   | Huamachuco       | 27 de septiembre | 15:50 |

| Sportivo Huracán          | 0 - 1        | La Colina                 | Mariano Melgar          | Arequipa         | 3 de octubre | 15:30 |
| Deportivo Salud           | 0 - 2        | Bolívar                   | Max Augustín            | Iquitos          | 3 de octubre | 15:30 |
| Sport Túpac Amaru         | 1 - 1        | Defensor La Bocana        | Campeones del 36        | Sullana          | 4 de octubre | 13:30 |
| Unión Tarapoto            | 2 - 0        | Constructora Trujillo     | Carlos Vidaurre         | Tarapoto         | 4 de octubre | 15:00 |
| Sport Boys                | 1 - 0        | Mariano Santos            | Municipal de Tocache    | Tocache          | 4 de octubre | 15:00 |
| Deportivo América         | 1 - 1        | Juventud Barrio Nuevo     | Municipal de Nasca      | Nasca            | 4 de octubre | 15:00 |
| Dep. Municipal (Kimbiri)  | 2 - 1        | Player Villafuerte        | Municipal de Kimbiri    | Kimbiri          | 4 de octubre | 15:00 |
| Alfonso Ugarte            | 1 - 1        | Unión Fuerza Minera       | Enrique Torres Belón    | Puno             | 4 de octubre | 15:00 |
| Trilce Internacional      | 3 - 3        | Sport La Vid              | Huancayo                | Huancayo         | 4 de octubre | 15:15 |
| Sociedad de Tiro N° 28    | 3 - 0        | Alipio Ponce              | Daniel Alcides Carrión  | Cerro de Pasco   | 4 de octubre | 15:15 |
| Bagua Grande FC           | 1 - 0        | Unidos por el Progreso    | San Luis                | Bagua Grande     | 4 de octubre | 15:30 |
| Defensor Laure Sur        | 0 - 1        | Independiente Miraflores  | Rómulo Shaw             | Chancay          | 4 de octubre | 15:30 |
| Dep. Municipal (Aguaytia) | 2 - 0        | Dep. Municipal (Calleria) | Luis Velásquez          | Aguaytía         | 4 de octubre | 15:30 |
| Racing FBC                | 1 - 1        | UD Ascensión              | IPD                     | Huancavelica     | 4 de octubre | 15:30 |
| Cultural Santa Rosa       | 1 - 0        | Sport Municipal           | Los Chankas             | Andahuaylas      | 4 de octubre | 15:30 |
| Deportivo Garcilaso       | 1 - 3        | Alfredo Salinas           | Inca Garcilaso          | Cusco            | 4 de octubre | 15:30 |
| Fray Martín               | 0 - 4        | Minsa FBC                 | IPD                     | Puerto Maldonado | 4 de octubre | 15:30 |
| Atlético Huracán          | 2 - 2        | Deportivo Enersur         | 25 de Noviembre         | Moquegua         | 4 de octubre | 15:30 |
| Sport Junior              | 1 - 3        | Coronel Bolognesi         | Joel Gutiérrez          | Tacna            | 4 de octubre | 15:30 |
| Unión Bambamarca          | 3 - 0 (****) | Deportivo Hualgayoc       | El Frutillo             | Bambamarca       | 4 de octubre | 15:30 |
| José Chiroque Cielo       | 2 - 0        | Cristal Tumbes            | 24 de julio             | Zarumilla        | 4 de octubre | 15:45 |
| Real Sociedad             | 1 - 5        | Racing Club               | Municipal de Huamachuco | Huamachuco       | 4 de octubre | 15:50 |
| Alianza Vista Alegre      | 0 - 1        | Construcción Civil        | Santa María             | Cayaltí          | 4 de octubre | 16:00 |
| Deportivo Delusa          | 1 - 0        | Sport Áncash              | Valeriano López         | Casma            | 4 de octubre | 16:00 |
| Juventud La Perla         | 0 - 6        | Academia Cantolao         | CD Leoncio Prado        | Callao           | 8 de octubre | 12:50 |

| Bolívar FC                | 1 - 2      | Dep. Municipal (Aguaytía) | Max Augustín            | Iquitos          | 10 de octubre | 15:30          |
| Independiente Miraflores  | 3 - 1      | Sociedad de Tiro N° 28    | Manuel Bonilla          | Lima             | 10 de octubre | 15:30          |
| Academia Cantolao         | 5 - 2      | Defensor Laure Sur        | Campolo Alcalde         | Callao           | 10 de octubre | 16:00          |
| Construcción Civil        | 2 - 1      | José Chiroque Cielo       | Carlos Castañeda        | Chiclayo         | 11 de octubre | 11:30          |
| Sport Áncash              | 7 - 0      | Real Sociedad             | Rosas Pampa             | Huaraz           | 11 de octubre | 12:30          |
| Mariano Santos            | 2 - 3      | Deportivo Delusa          | Municipal de Aucayacu   | Aucayacu         | 11 de octubre | 15:00          |
| Unión Fuerza Minera       | 10 - 0     | Fray Martín               | Guillermo Briceño       | Juliaca          | 11 de octubre | 15:00          |
| Player Villafuerte        | 2 - 1      | Deportivo América         | Eloy Molina Robles      | Huanta           | 11 de octubre | 15:00          |
| Cristal Tumbes            | 5 - 1      | Sport Túpac Amaru         | Mariscal Cáceres        | Tumbes           | 11 de octubre | 15:00          |
| Alipio Ponce              | 2 - 3      | Trilce Internacional      | Daniel Alcides Carrión  | Cerro de Pasco   | 11 de octubre | 15:15          |
| Sport La Vid              | 6 - 3      | Racing FBC                | Mariscal Castilla       | El Tambo         | 11 de octubre | 15:15          |
| Defensor La Bocana        | 4 - 0      | Bagua Grande FC           | Sesquicentenario        | Sechura          | 11 de octubre | 15:30          |
| Deportivo Enersur         | 5 - 3      | Sport Junior              | Mariscal Nieto          | Ilo              | 11 de octubre | 15:30          |
| La Colina                 | 6 - 0      | Atlético Huracán          | Almirante Miguel Grau   | El Pedregal      | 11 de octubre | 15:30          |
| Minsa FBC                 | 2 - 1      | Alfonso Ugarte            | IPD                     | Puerto Maldonado | 11 de octubre | 15:30          |
| Coronel Bolognesi         | 1 - 0      | Sportivo Huracán          | Jorge Basadre           | Tacna            | 11 de octubre | 15:30          |
| Juventud Barrio Nuevo     | 3 - 0 (**) | Juventud La Perla         | Robaldo Gabriel         | Ocucaje          | 11 de octubre | 15:30          |
| Alfredo Salinas           | 3 - 3      | Cultural Santa Rosa       | Municipal de Espinar    | Espinar          | 11 de octubre | 15:30          |
| Deportivo Hualgayoc       | 3 - 0 (**) | Alianza Vista Alegre      | José Gálvez Egúsquiza   | Hualgayoc        | 11 de octubre | 15:30          |
| Unidos por el Progreso    | 3 - 0      | Unión Tarapoto            | Gran Kuelap             | Chachapoyas      | 11 de octubre | 15:30          |
| Sport Municipal           | 1 - 0      | Deportivo Garcilaso       | Los Chankas             | Andahuaylas      | 11 de octubre | 15:30          |
| UD Ascensión              | 1 - 0      | Dep. Municipal (Kimbiri)  | IPD                     | Huancavelica     | 11 de octubre | 15:30          |
| Racing Huamachuco         | 4 - 2      | Unión Bambamarca          | Municipal de Huamachuco | Huamachuco       | 11 de octubre | 15:50          |
| Constructora Trujillo     | 3 - 0 (**) | Deportivo Salud           | IPD                     | Moyobamba        | 11 de octubre | No se programó |
| Dep. Municipal (Callería) | 0 - 3 (**) | Sport Boys                | Aliardo Soria           | Pucallpa         | suspendido    |                |

| Sportivo Huracán          | 1 - 0 | Unión Fuerza Minera       | Mariano Melgar          | Arequipa       | 17 de octubre  | 15:30 |
| Sport Junior              | 0 - 4 | La Colina                 | Joel Gutiérrez          | Tacna          | 17 de octubre  | 15:30 |
| Deportivo América         | 0 - 0 | Academia Cantolao         | Municipal de Nasca      | Nasca          | 18 de octubre  | 13:00 |
| Sport Túpac Amaru         | 4 - 3 | Construcción Civil        | Campeones del 36        | Sullana        | 18 de octubre  | 13:30 |
| Unión Tarapoto            | 0 - 0 | Bolívar FC                | Carlos Vidaurre         | Tarapoto       | 18 de octubre  | 15:00 |
| Deportivo Garcilaso       | 1 - 2 | Minsa FBC                 | Inca Garcilaso          | Cusco          | 18 de octubre  | 15:00 |
| Sport Boys (Tocache)      | 3 - 1 | Alipio Ponce              | Municipal de Tocache    | Tocache        | 18 de octubre  | 15:00 |
| Dep. Municipal (Kimbiri)  | 1 - 0 | Sport Municipal           | Municipal de Kimbiri    | Kimbiri        | 18 de octubre  | 15:00 |
| Trilce Internacional      | 2 - 1 | UD Ascensión              | Mariscal Castilla       | El Tambo       | 18 de octubre  | 15:15 |
| Unión Bambamarca          | 2 - 0 | Unidos por el Progreso    | El Frutillo             | Bambamarca     | 18 de octubre  | 15:30 |
| Bagua Grande FC           | 2 - 1 | Deportivo Hualgayoc       | San Luis                | Bagua Grande   | 18 de octubre  | 15:30 |
| Dep. Municipal (Aguaytía) | 0 - 0 | Mariano Santos            | Luis Velásquez          | Aguaytía       | 18 de octubre  | 15:30 |
| Defensor Laure Sur        | 2 - 2 | Sport Áncash              | Rómulo Shaw             | Chancay        | 18 de octubre  | 15:30 |
| Racing FBC                | 1 - 1 | Juventud Barrio Nuevo     | IPD                     | Huancavelica   | 18 de octubre  | 15:30 |
| Sociedad de Tiro N° 28    | 0 - 1 | Sport La Vid              | Daniel Alcides Carrión  | Cerro de Pasco | 18 de octubre  | 15:30 |
| Cultural Santa Rosa       | 3 - 1 | Player Villafuerte        | Los Chankas             | Andahuaylas    | 18 de octubre  | 15:30 |
| Fray Martín               | 1 - 3 | Alfredo Salinas           | IPD                     | Tambopata      | 18 de octubre  | 15:30 |
| Alfonso Ugarte            | 2 - 0 | Deportivo Enersur         | Enrique Torres Belón    | Puno           | 18 de octubre  | 15:30 |
| Atlético Huracán          | 0 - 4 | Coronel Bolognesi         | Jorge Basadre           | Tacna          | 18 de octubre  | 15:30 |
| José Chiroque Cielo       | 4 - 1 | Defensor La Bocana        | 24 de julio             | Zarumilla      | 18 de octubre  | 15:45 |
| Real Sociedad             | 6 - 1 | Constructora Trujillo     | Municipal de Huamachuco | Huamachuco     | 18 de octubre  | 15:50 |
| Deportivo Delusa          | 5 - 2 | Racing Huamachuco         | Valeriano López         | Casma          | 18 de octubre  | 16:00 |
| Juventud La Perla         | 0 - 3 | Independiente Miraflores  | Telmo Carbajo           | Callao         | No se Programó |       |
| Alianza Vista Alegre      | 0 - 3 | Cristal Tumbes            | Elías Aguirre           | Chiclayo       | No se Programó |       |
| Deportivo Salud           |       | Dep. Municipal (Callería) | Max Augustín            | Iquitos        | No se Programó |       |

(*) Fray Martín perdió este encuentro por W.O. pero logró arreglar con la federación para jugar el resto de partidos. Cabe resaltar que para el computo general se considera para el 3-0 por W.O. goles anotados en el primer tiempo, además se le restan 3 puntos en la tabla general. 

(**) Encuentros perdidos por W.O. Cabe resaltar que para el computo general se considera para el 3-0 por W.O. goles anotados en el primer tiempo, además se les restan 3 puntos en la tabla general. 

(***) Este encuentro fue ganado originalmente por el Sport Municipal 2 - 1 pero debido a un reclamo del C. Santa Rosa es que lo gana en mesa con un marcador de 0 - 3. La falta del Sport Municipal fue no respetar la regla de mantener en cancha durante los 90 minutos por lo menos 6 jugadores del departamento de origen del equipo, en este caso 6 apurimeños. 

(****) Encuentro perdido en mesa por faltas cometidas en la selección de jugadores.

## Etapa nacional: fases finales
Tanto en la Segunda Fase como en la Tercera Fase se juegan partidos de ida y vuelta clasificando un equipo por llave, además los equipos mejor ubicados en la Tabla Única de Posiciones tienen la potestad de elegir orden de localía y clasifica(n) en caso de haber empate.

### Segunda fase (repechajes)
Fechas: 24 de octubre y 1 de noviembre 

Fase de Repechajes que consta en partidos de ida y vuelta, clasificando un equipo por repechaje. Así mismo cada Repechaje tiene un orden determinado por motivos de cruce con los 8 clasificados directamente (el Repechaje 1 enfrenta al 8°, el Repechaje 2 enfrenta al 7° y así sucesivamente).
Participantes
| Club                  | Distrito            | Provincia       | Departamento  | Estadio                 | Director Técnico |
| --------------------- | ------------------- | --------------- | ------------- | ----------------------- | ---------------- |
| Alfredo Salinas       | Yauri               | Espinar         | Cusco         | Municipal de Espinar    | Paúl Rodríguez   |
| Construcción Civil    | José Leonardo Ortiz | Chiclayo        | Lambayeque    | Carlos Castañeda        | Edwin Zelada     |
| Defensor La Bocana    | Parachique          | Sechura         | Piura         | Sesquicentenario        | Javier Atoche    |
| Deportivo Enersur     | Ilo                 | Ilo             | Moquegua      | Mariscal Nieto          | Marco Sánchez    |
| Deportivo Delusa      | Casma               | Casma           | Áncash        | Valeriano López         | Moisés Baras     |
| Deportivo Hualgayoc   | Hualgayoc           | Hualgayoc       | Cajamarca     | José Gálvez Egúzquiza   | Erick Torres     |
| José Chiroque Cielo   | Zarumilla           | Zarumilla       | Tumbes        | 24 de julio             | Rigoberto Zapata |
| Juventud Barrio Nuevo | Ocucaje             | Ica             | Ica           | Robaldo Gabriel         | Jaime Moscoso    |
| Minsa FBC             | Tambopata           | Tambopata       | Madre de Dios | IPD de Puerto Maldonado | Víctor Bautista  |
| Racing Club           | Huamachuco          | Sánchez Carríon | La Libertad   | Municipal de Huamachuco | Nolberto Cruz    |
| Sport Áncash FC       | Huaraz              | Huaraz          | Áncash        | Rosas Pampa             | Tito Chumpitaz   |
| Sport Boys Tocache    | Tocache             | Tocache         | San Martín    | Municipal de Tocache    | José Mena        |
| Sportivo Huracán      | Arequipa            | Arequipa        | Arequipa      | Mariano Melgar          | Raúl Obando      |
| Trilce Internacional  | El Tambo            | Huancayo        | Junín         | Mariscal Castilla       | Luis Ventura     |
| Unión Bambamarca (*)  | Bambamarca          | Hualgayoc       | Cajamarca     | El Frutillo             | Jorge Gamarra    |
| Unión Tarapoto        | Tarapoto            | San Martín      | San Martín    | Carlos Vidaurre         | Leonardo Morales |

(*) Pese a que Bagua Grande FC quedó ubicado en zona de repechaje, fue eliminado por el Unión Bambamarca que obtuvo su clasificación en mesa tras el fallo de la Comisión de Justicia ante su reclamo presentado, hubo un par de reclamos más que involucraban a Unidos por el Progreso (Amazonas) y el UDA (Huancavelica), pero fueron declarados improcedentes por la Comisión de Justicia.
| Alfredo Salinas vs Sportivo Huracán (Repechaje 1)        | Alfredo Salinas vs Sportivo Huracán (Repechaje 1) | Alfredo Salinas vs Sportivo Huracán (Repechaje 1) | Alfredo Salinas vs Sportivo Huracán (Repechaje 1) | Alfredo Salinas vs Sportivo Huracán (Repechaje 1) | Alfredo Salinas vs Sportivo Huracán (Repechaje 1) | Alfredo Salinas vs Sportivo Huracán (Repechaje 1) | Alfredo Salinas vs Sportivo Huracán (Repechaje 1) | Alfredo Salinas vs Sportivo Huracán (Repechaje 1) | Alfredo Salinas vs Sportivo Huracán (Repechaje 1) | Alfredo Salinas vs Sportivo Huracán (Repechaje 1) | Alfredo Salinas vs Sportivo Huracán (Repechaje 1) |     |     |     |     |     |     |     |     |     |     |     |     |     |     |     |     |     |     |     |     |     |     |     |     |     |     |     |     |
| Fecha                                                    | Hora                                              | Local                                             | Resultado                                         | Visitante                                         | Estadio                                           | Ciudad                                            |                                                   |                                                   |                                                   |                                                   |                                                   |     |     |     |     |     |     |     |     |     |     |     |     |     |     |     |     |     |     |     |     |     |     |     |     |     |     |     |     |
| Ida                                                      | Ida                                               | Ida                                               | Ida                                               | Ida                                               | Ida                                               | Ida                                               | Ida                                               | Ida                                               | Ida                                               | Ida                                               | Ida                                               | Ida | Ida | Ida | Ida | Ida | Ida | Ida | Ida | Ida | Ida | Ida | Ida | Ida | Ida | Ida | Ida | Ida | Ida | Ida | Ida | Ida | Ida | Ida | Ida | Ida | Ida | Ida | Ida |
| -------------------------------------------------------- | ------------------------------------------------- | ------------------------------------------------- | ------------------------------------------------- | ------------------------------------------------- | ------------------------------------------------- | ------------------------------------------------- | ------------------------------------------------- | ------------------------------------------------- | ------------------------------------------------- | ------------------------------------------------- | ------------------------------------------------- | --- | --- | --- | --- | --- | --- | --- | --- | --- | --- | --- | --- | --- | --- | --- | --- | --- | --- | --- | --- | --- | --- | --- | --- | --- | --- | --- | --- |
| 24 de octubre                                            | 15:30                                             | Sportivo Huracán                                  | 1 - 2                                             | Alfredo Salinas                                   | Mariano Melgar                                    | Arequipa                                          |                                                   |                                                   |                                                   |                                                   |                                                   |     |     |     |     |     |     |     |     |     |     |     |     |     |     |     |     |     |     |     |     |     |     |     |     |     |     |     |     |
| Vuelta                                                   |                                                   |                                                   |                                                   |                                                   |                                                   |                                                   |                                                   |                                                   |                                                   |                                                   |                                                   |     |     |     |     |     |     |     |     |     |     |     |     |     |     |     |     |     |     |     |     |     |     |     |     |     |     |     |     |
| 1 de noviembre                                           | 14:00                                             | Alfredo Salinas                                   | 1 - 0                                             | Sportivo Huracán                                  | Municipal de Espinar                              | Espinar                                           |                                                   |                                                   |                                                   |                                                   |                                                   |     |     |     |     |     |     |     |     |     |     |     |     |     |     |     |     |     |     |     |     |     |     |     |     |     |     |     |     |
| Clasifica a Etapa Nacional-Tercera Fase: Alfredo Salinas |                                                   |                                                   |                                                   |                                                   |                                                   |                                                   |                                                   |                                                   |                                                   |                                                   |                                                   |     |     |     |     |     |     |     |     |     |     |     |     |     |     |     |     |     |     |     |     |     |     |     |     |     |     |     |     |

| Sport Boys Tocache vs José Chiroque Cielo (Repechaje 2)      | Sport Boys Tocache vs José Chiroque Cielo (Repechaje 2) | Sport Boys Tocache vs José Chiroque Cielo (Repechaje 2) | Sport Boys Tocache vs José Chiroque Cielo (Repechaje 2) | Sport Boys Tocache vs José Chiroque Cielo (Repechaje 2) | Sport Boys Tocache vs José Chiroque Cielo (Repechaje 2) | Sport Boys Tocache vs José Chiroque Cielo (Repechaje 2) | Sport Boys Tocache vs José Chiroque Cielo (Repechaje 2) | Sport Boys Tocache vs José Chiroque Cielo (Repechaje 2) | Sport Boys Tocache vs José Chiroque Cielo (Repechaje 2) | Sport Boys Tocache vs José Chiroque Cielo (Repechaje 2) | Sport Boys Tocache vs José Chiroque Cielo (Repechaje 2) |     |     |     |     |     |     |     |     |     |     |     |     |     |     |     |     |     |     |     |     |     |     |     |     |     |     |     |     |
| Fecha                                                        | Hora                                                    | Local                                                   | Resultado                                               | Visitante                                               | Estadio                                                 | Ciudad                                                  |                                                         |                                                         |                                                         |                                                         |                                                         |     |     |     |     |     |     |     |     |     |     |     |     |     |     |     |     |     |     |     |     |     |     |     |     |     |     |     |     |
| Ida                                                          | Ida                                                     | Ida                                                     | Ida                                                     | Ida                                                     | Ida                                                     | Ida                                                     | Ida                                                     | Ida                                                     | Ida                                                     | Ida                                                     | Ida                                                     | Ida | Ida | Ida | Ida | Ida | Ida | Ida | Ida | Ida | Ida | Ida | Ida | Ida | Ida | Ida | Ida | Ida | Ida | Ida | Ida | Ida | Ida | Ida | Ida | Ida | Ida | Ida | Ida |
| ------------------------------------------------------------ | ------------------------------------------------------- | ------------------------------------------------------- | ------------------------------------------------------- | ------------------------------------------------------- | ------------------------------------------------------- | ------------------------------------------------------- | ------------------------------------------------------- | ------------------------------------------------------- | ------------------------------------------------------- | ------------------------------------------------------- | ------------------------------------------------------- | --- | --- | --- | --- | --- | --- | --- | --- | --- | --- | --- | --- | --- | --- | --- | --- | --- | --- | --- | --- | --- | --- | --- | --- | --- | --- | --- | --- |
| 25 de octubre                                                | 15:00                                                   | Sport Boys Tocache                                      | 5 - 0                                                   | José Chiroque Cielo                                     | Municipal de Tocache                                    | Tocache                                                 |                                                         |                                                         |                                                         |                                                         |                                                         |     |     |     |     |     |     |     |     |     |     |     |     |     |     |     |     |     |     |     |     |     |     |     |     |     |     |     |     |
| Vuelta                                                       |                                                         |                                                         |                                                         |                                                         |                                                         |                                                         |                                                         |                                                         |                                                         |                                                         |                                                         |     |     |     |     |     |     |     |     |     |     |     |     |     |     |     |     |     |     |     |     |     |     |     |     |     |     |     |     |
| 01 de noviembre                                              | 15:45                                                   | José Chiroque Cielo                                     | 6 - 0                                                   | Sport Boys Tocache                                      | 24 de julio                                             | Zarumilla                                               |                                                         |                                                         |                                                         |                                                         |                                                         |     |     |     |     |     |     |     |     |     |     |     |     |     |     |     |     |     |     |     |     |     |     |     |     |     |     |     |     |
| Clasifica a etapa nacional-tercera fase: José Chiroque Cielo |                                                         |                                                         |                                                         |                                                         |                                                         |                                                         |                                                         |                                                         |                                                         |                                                         |                                                         |     |     |     |     |     |     |     |     |     |     |     |     |     |     |     |     |     |     |     |     |     |     |     |     |     |     |     |     |

| Deportivo Enersur vs Sport Ancash FC (Repechaje 3)       | Deportivo Enersur vs Sport Ancash FC (Repechaje 3) | Deportivo Enersur vs Sport Ancash FC (Repechaje 3) | Deportivo Enersur vs Sport Ancash FC (Repechaje 3) | Deportivo Enersur vs Sport Ancash FC (Repechaje 3) | Deportivo Enersur vs Sport Ancash FC (Repechaje 3) | Deportivo Enersur vs Sport Ancash FC (Repechaje 3) | Deportivo Enersur vs Sport Ancash FC (Repechaje 3) | Deportivo Enersur vs Sport Ancash FC (Repechaje 3) | Deportivo Enersur vs Sport Ancash FC (Repechaje 3) | Deportivo Enersur vs Sport Ancash FC (Repechaje 3) | Deportivo Enersur vs Sport Ancash FC (Repechaje 3) |     |     |     |     |     |     |     |     |     |     |     |     |     |     |     |     |     |     |     |     |     |     |     |     |     |     |     |     |
| Fecha                                                    | Hora                                               | Local                                              | Resultado                                          | Visitante                                          | Estadio                                            | Ciudad                                             |                                                    |                                                    |                                                    |                                                    |                                                    |     |     |     |     |     |     |     |     |     |     |     |     |     |     |     |     |     |     |     |     |     |     |     |     |     |     |     |     |
| Ida                                                      | Ida                                                | Ida                                                | Ida                                                | Ida                                                | Ida                                                | Ida                                                | Ida                                                | Ida                                                | Ida                                                | Ida                                                | Ida                                                | Ida | Ida | Ida | Ida | Ida | Ida | Ida | Ida | Ida | Ida | Ida | Ida | Ida | Ida | Ida | Ida | Ida | Ida | Ida | Ida | Ida | Ida | Ida | Ida | Ida | Ida | Ida | Ida |
| -------------------------------------------------------- | -------------------------------------------------- | -------------------------------------------------- | -------------------------------------------------- | -------------------------------------------------- | -------------------------------------------------- | -------------------------------------------------- | -------------------------------------------------- | -------------------------------------------------- | -------------------------------------------------- | -------------------------------------------------- | -------------------------------------------------- | --- | --- | --- | --- | --- | --- | --- | --- | --- | --- | --- | --- | --- | --- | --- | --- | --- | --- | --- | --- | --- | --- | --- | --- | --- | --- | --- | --- |
| 25 de octubre                                            | 15:30                                              | Deportivo Enersur                                  | 1 - 2                                              | Sport Áncash FC                                    | Mariscal Nieto                                     | Ilo                                                |                                                    |                                                    |                                                    |                                                    |                                                    |     |     |     |     |     |     |     |     |     |     |     |     |     |     |     |     |     |     |     |     |     |     |     |     |     |     |     |     |
| Vuelta                                                   |                                                    |                                                    |                                                    |                                                    |                                                    |                                                    |                                                    |                                                    |                                                    |                                                    |                                                    |     |     |     |     |     |     |     |     |     |     |     |     |     |     |     |     |     |     |     |     |     |     |     |     |     |     |     |     |
| 01 de noviembre                                          | 13:00                                              | Sport Áncash FC                                    | 5 - 0                                              | Deportivo Enersur                                  | Rosas Pampa                                        | Huaraz                                             |                                                    |                                                    |                                                    |                                                    |                                                    |     |     |     |     |     |     |     |     |     |     |     |     |     |     |     |     |     |     |     |     |     |     |     |     |     |     |     |     |
| Clasifica a etapa nacional-tercera fase: Sport Áncash FC |                                                    |                                                    |                                                    |                                                    |                                                    |                                                    |                                                    |                                                    |                                                    |                                                    |                                                    |     |     |     |     |     |     |     |     |     |     |     |     |     |     |     |     |     |     |     |     |     |     |     |     |     |     |     |     |

| Racing Club vs Trilce Internacional (Repechaje 4)    | Racing Club vs Trilce Internacional (Repechaje 4) | Racing Club vs Trilce Internacional (Repechaje 4) | Racing Club vs Trilce Internacional (Repechaje 4) | Racing Club vs Trilce Internacional (Repechaje 4) | Racing Club vs Trilce Internacional (Repechaje 4) | Racing Club vs Trilce Internacional (Repechaje 4) | Racing Club vs Trilce Internacional (Repechaje 4) | Racing Club vs Trilce Internacional (Repechaje 4) | Racing Club vs Trilce Internacional (Repechaje 4) | Racing Club vs Trilce Internacional (Repechaje 4) | Racing Club vs Trilce Internacional (Repechaje 4) |     |     |     |     |     |     |     |     |     |     |     |     |     |     |     |     |     |     |     |     |     |     |     |     |     |     |     |     |
| Fecha                                                | Hora                                              | Local                                             | Resultado                                         | Visitante                                         | Estadio                                           | Ciudad                                            |                                                   |                                                   |                                                   |                                                   |                                                   |     |     |     |     |     |     |     |     |     |     |     |     |     |     |     |     |     |     |     |     |     |     |     |     |     |     |     |     |
| Ida                                                  | Ida                                               | Ida                                               | Ida                                               | Ida                                               | Ida                                               | Ida                                               | Ida                                               | Ida                                               | Ida                                               | Ida                                               | Ida                                               | Ida | Ida | Ida | Ida | Ida | Ida | Ida | Ida | Ida | Ida | Ida | Ida | Ida | Ida | Ida | Ida | Ida | Ida | Ida | Ida | Ida | Ida | Ida | Ida | Ida | Ida | Ida | Ida |
| ---------------------------------------------------- | ------------------------------------------------- | ------------------------------------------------- | ------------------------------------------------- | ------------------------------------------------- | ------------------------------------------------- | ------------------------------------------------- | ------------------------------------------------- | ------------------------------------------------- | ------------------------------------------------- | ------------------------------------------------- | ------------------------------------------------- | --- | --- | --- | --- | --- | --- | --- | --- | --- | --- | --- | --- | --- | --- | --- | --- | --- | --- | --- | --- | --- | --- | --- | --- | --- | --- | --- | --- |
| 25 de octubre                                        | 15:30                                             | Trilce Internacional                              | 0 - 2                                             | Racing Club                                       | Huancayo                                          | Huancayo                                          |                                                   |                                                   |                                                   |                                                   |                                                   |     |     |     |     |     |     |     |     |     |     |     |     |     |     |     |     |     |     |     |     |     |     |     |     |     |     |     |     |
| Vuelta                                               |                                                   |                                                   |                                                   |                                                   |                                                   |                                                   |                                                   |                                                   |                                                   |                                                   |                                                   |     |     |     |     |     |     |     |     |     |     |     |     |     |     |     |     |     |     |     |     |     |     |     |     |     |     |     |     |
| 01 de noviembre                                      | 15:30                                             | Racing Club                                       | 4 - 0                                             | Trilce Internacional                              | Municipal de Huamachuco                           | Huamachuco                                        |                                                   |                                                   |                                                   |                                                   |                                                   |     |     |     |     |     |     |     |     |     |     |     |     |     |     |     |     |     |     |     |     |     |     |     |     |     |     |     |     |
| Clasifica a etapa nacional-tercera fase: Racing Club |                                                   |                                                   |                                                   |                                                   |                                                   |                                                   |                                                   |                                                   |                                                   |                                                   |                                                   |     |     |     |     |     |     |     |     |     |     |     |     |     |     |     |     |     |     |     |     |     |     |     |     |     |     |     |     |

| Deportivo Delusa vs Defensor La Bocana (Repechaje 5)        | Deportivo Delusa vs Defensor La Bocana (Repechaje 5) | Deportivo Delusa vs Defensor La Bocana (Repechaje 5) | Deportivo Delusa vs Defensor La Bocana (Repechaje 5) | Deportivo Delusa vs Defensor La Bocana (Repechaje 5) | Deportivo Delusa vs Defensor La Bocana (Repechaje 5) | Deportivo Delusa vs Defensor La Bocana (Repechaje 5) | Deportivo Delusa vs Defensor La Bocana (Repechaje 5) | Deportivo Delusa vs Defensor La Bocana (Repechaje 5) | Deportivo Delusa vs Defensor La Bocana (Repechaje 5) | Deportivo Delusa vs Defensor La Bocana (Repechaje 5) | Deportivo Delusa vs Defensor La Bocana (Repechaje 5) |     |     |     |     |     |     |     |     |     |     |     |     |     |     |     |     |     |     |     |     |     |     |     |     |     |     |     |     |
| Fecha                                                       | Hora                                                 | Local                                                | Resultado                                            | Visitante                                            | Estadio                                              | Ciudad                                               |                                                      |                                                      |                                                      |                                                      |                                                      |     |     |     |     |     |     |     |     |     |     |     |     |     |     |     |     |     |     |     |     |     |     |     |     |     |     |     |     |
| Ida                                                         | Ida                                                  | Ida                                                  | Ida                                                  | Ida                                                  | Ida                                                  | Ida                                                  | Ida                                                  | Ida                                                  | Ida                                                  | Ida                                                  | Ida                                                  | Ida | Ida | Ida | Ida | Ida | Ida | Ida | Ida | Ida | Ida | Ida | Ida | Ida | Ida | Ida | Ida | Ida | Ida | Ida | Ida | Ida | Ida | Ida | Ida | Ida | Ida | Ida | Ida |
| ----------------------------------------------------------- | ---------------------------------------------------- | ---------------------------------------------------- | ---------------------------------------------------- | ---------------------------------------------------- | ---------------------------------------------------- | ---------------------------------------------------- | ---------------------------------------------------- | ---------------------------------------------------- | ---------------------------------------------------- | ---------------------------------------------------- | ---------------------------------------------------- | --- | --- | --- | --- | --- | --- | --- | --- | --- | --- | --- | --- | --- | --- | --- | --- | --- | --- | --- | --- | --- | --- | --- | --- | --- | --- | --- | --- |
| 25 de octubre                                               | 15:30                                                | Defensor La Bocana                                   | 5 - 3                                                | Deportivo Delusa                                     | Sesquicentenario                                     | Sechura                                              |                                                      |                                                      |                                                      |                                                      |                                                      |     |     |     |     |     |     |     |     |     |     |     |     |     |     |     |     |     |     |     |     |     |     |     |     |     |     |     |     |
| Vuelta                                                      |                                                      |                                                      |                                                      |                                                      |                                                      |                                                      |                                                      |                                                      |                                                      |                                                      |                                                      |     |     |     |     |     |     |     |     |     |     |     |     |     |     |     |     |     |     |     |     |     |     |     |     |     |     |     |     |
| 01 de noviembre                                             | 16:00                                                | Deportivo Delusa                                     | 0 - 0                                                | Defensor La Bocana                                   | Valeriano López                                      | Casma                                                |                                                      |                                                      |                                                      |                                                      |                                                      |     |     |     |     |     |     |     |     |     |     |     |     |     |     |     |     |     |     |     |     |     |     |     |     |     |     |     |     |
| Clasifica a etapa nacional-tercera fase: Defensor La Bocana |                                                      |                                                      |                                                      |                                                      |                                                      |                                                      |                                                      |                                                      |                                                      |                                                      |                                                      |     |     |     |     |     |     |     |     |     |     |     |     |     |     |     |     |     |     |     |     |     |     |     |     |     |     |     |     |

| Deportivo Hualgayoc vs Unión Bambamarca (Repechaje 6)        | Deportivo Hualgayoc vs Unión Bambamarca (Repechaje 6) | Deportivo Hualgayoc vs Unión Bambamarca (Repechaje 6) | Deportivo Hualgayoc vs Unión Bambamarca (Repechaje 6) | Deportivo Hualgayoc vs Unión Bambamarca (Repechaje 6) | Deportivo Hualgayoc vs Unión Bambamarca (Repechaje 6) | Deportivo Hualgayoc vs Unión Bambamarca (Repechaje 6) | Deportivo Hualgayoc vs Unión Bambamarca (Repechaje 6) | Deportivo Hualgayoc vs Unión Bambamarca (Repechaje 6) | Deportivo Hualgayoc vs Unión Bambamarca (Repechaje 6) | Deportivo Hualgayoc vs Unión Bambamarca (Repechaje 6) | Deportivo Hualgayoc vs Unión Bambamarca (Repechaje 6) |     |     |     |     |     |     |     |     |     |     |     |     |     |     |     |     |     |     |     |     |     |     |     |     |     |     |     |     |
| Fecha                                                        | Hora                                                  | Local                                                 | Resultado                                             | Visitante                                             | Estadio                                               | Ciudad                                                |                                                       |                                                       |                                                       |                                                       |                                                       |     |     |     |     |     |     |     |     |     |     |     |     |     |     |     |     |     |     |     |     |     |     |     |     |     |     |     |     |
| Ida                                                          | Ida                                                   | Ida                                                   | Ida                                                   | Ida                                                   | Ida                                                   | Ida                                                   | Ida                                                   | Ida                                                   | Ida                                                   | Ida                                                   | Ida                                                   | Ida | Ida | Ida | Ida | Ida | Ida | Ida | Ida | Ida | Ida | Ida | Ida | Ida | Ida | Ida | Ida | Ida | Ida | Ida | Ida | Ida | Ida | Ida | Ida | Ida | Ida | Ida | Ida |
| ------------------------------------------------------------ | ----------------------------------------------------- | ----------------------------------------------------- | ----------------------------------------------------- | ----------------------------------------------------- | ----------------------------------------------------- | ----------------------------------------------------- | ----------------------------------------------------- | ----------------------------------------------------- | ----------------------------------------------------- | ----------------------------------------------------- | ----------------------------------------------------- | --- | --- | --- | --- | --- | --- | --- | --- | --- | --- | --- | --- | --- | --- | --- | --- | --- | --- | --- | --- | --- | --- | --- | --- | --- | --- | --- | --- |
| 25 de octubre                                                | 15:30                                                 | Unión Bambamarca                                      | 1 - 1                                                 | Deportivo Hualgayoc                                   | El Frutillo                                           | Bambamarca                                            |                                                       |                                                       |                                                       |                                                       |                                                       |     |     |     |     |     |     |     |     |     |     |     |     |     |     |     |     |     |     |     |     |     |     |     |     |     |     |     |     |
| Vuelta                                                       |                                                       |                                                       |                                                       |                                                       |                                                       |                                                       |                                                       |                                                       |                                                       |                                                       |                                                       |     |     |     |     |     |     |     |     |     |     |     |     |     |     |     |     |     |     |     |     |     |     |     |     |     |     |     |     |
| 01 de noviembre                                              | 15:00                                                 | Deportivo Hualgayoc                                   | 0 - 0                                                 | Unión Bambamarca                                      | José Gálvez Egúzquiza                                 | Hualgayoc                                             |                                                       |                                                       |                                                       |                                                       |                                                       |     |     |     |     |     |     |     |     |     |     |     |     |     |     |     |     |     |     |     |     |     |     |     |     |     |     |     |     |
| Clasifica a etapa nacional-tercera fase: Deportivo Hualgayoc |                                                       |                                                       |                                                       |                                                       |                                                       |                                                       |                                                       |                                                       |                                                       |                                                       |                                                       |     |     |     |     |     |     |     |     |     |     |     |     |     |     |     |     |     |     |     |     |     |     |     |     |     |     |     |     |

| Minsa FBC vs Juventud Barrio Nuevo (Repechaje 7)               | Minsa FBC vs Juventud Barrio Nuevo (Repechaje 7) | Minsa FBC vs Juventud Barrio Nuevo (Repechaje 7) | Minsa FBC vs Juventud Barrio Nuevo (Repechaje 7) | Minsa FBC vs Juventud Barrio Nuevo (Repechaje 7) | Minsa FBC vs Juventud Barrio Nuevo (Repechaje 7) | Minsa FBC vs Juventud Barrio Nuevo (Repechaje 7) | Minsa FBC vs Juventud Barrio Nuevo (Repechaje 7) | Minsa FBC vs Juventud Barrio Nuevo (Repechaje 7) | Minsa FBC vs Juventud Barrio Nuevo (Repechaje 7) | Minsa FBC vs Juventud Barrio Nuevo (Repechaje 7) | Minsa FBC vs Juventud Barrio Nuevo (Repechaje 7) |     |     |     |     |     |     |     |     |     |     |     |     |     |     |     |     |     |     |     |     |     |     |     |     |     |     |     |     |
| Fecha                                                          | Hora                                             | Local                                            | Resultado                                        | Visitante                                        | Estadio                                          | Ciudad                                           |                                                  |                                                  |                                                  |                                                  |                                                  |     |     |     |     |     |     |     |     |     |     |     |     |     |     |     |     |     |     |     |     |     |     |     |     |     |     |     |     |
| Ida                                                            | Ida                                              | Ida                                              | Ida                                              | Ida                                              | Ida                                              | Ida                                              | Ida                                              | Ida                                              | Ida                                              | Ida                                              | Ida                                              | Ida | Ida | Ida | Ida | Ida | Ida | Ida | Ida | Ida | Ida | Ida | Ida | Ida | Ida | Ida | Ida | Ida | Ida | Ida | Ida | Ida | Ida | Ida | Ida | Ida | Ida | Ida | Ida |
| -------------------------------------------------------------- | ------------------------------------------------ | ------------------------------------------------ | ------------------------------------------------ | ------------------------------------------------ | ------------------------------------------------ | ------------------------------------------------ | ------------------------------------------------ | ------------------------------------------------ | ------------------------------------------------ | ------------------------------------------------ | ------------------------------------------------ | --- | --- | --- | --- | --- | --- | --- | --- | --- | --- | --- | --- | --- | --- | --- | --- | --- | --- | --- | --- | --- | --- | --- | --- | --- | --- | --- | --- |
| 25 de octubre                                                  | 15:30                                            | Minsa FBC                                        | 1 - 2                                            | Juventud Barrio Nuevo                            | IPD                                              | Puerto Maldonado                                 |                                                  |                                                  |                                                  |                                                  |                                                  |     |     |     |     |     |     |     |     |     |     |     |     |     |     |     |     |     |     |     |     |     |     |     |     |     |     |     |     |
| Vuelta                                                         |                                                  |                                                  |                                                  |                                                  |                                                  |                                                  |                                                  |                                                  |                                                  |                                                  |                                                  |     |     |     |     |     |     |     |     |     |     |     |     |     |     |     |     |     |     |     |     |     |     |     |     |     |     |     |     |
| 01 de noviembre                                                | 15:30                                            | Juventud Barrio Nuevo                            | 2 - 2                                            | Minsa FBC                                        | Manuel Elías Santa Cruz                          | Vista Alegre                                     |                                                  |                                                  |                                                  |                                                  |                                                  |     |     |     |     |     |     |     |     |     |     |     |     |     |     |     |     |     |     |     |     |     |     |     |     |     |     |     |     |
| Clasifica a etapa nacional-tercera fase: Juventud Barrio Nuevo |                                                  |                                                  |                                                  |                                                  |                                                  |                                                  |                                                  |                                                  |                                                  |                                                  |                                                  |     |     |     |     |     |     |     |     |     |     |     |     |     |     |     |     |     |     |     |     |     |     |     |     |     |     |     |     |

| Construcción Civil vs Unión Tarapoto (Repechaje 8)      | Construcción Civil vs Unión Tarapoto (Repechaje 8) | Construcción Civil vs Unión Tarapoto (Repechaje 8) | Construcción Civil vs Unión Tarapoto (Repechaje 8) | Construcción Civil vs Unión Tarapoto (Repechaje 8) | Construcción Civil vs Unión Tarapoto (Repechaje 8) | Construcción Civil vs Unión Tarapoto (Repechaje 8) | Construcción Civil vs Unión Tarapoto (Repechaje 8) | Construcción Civil vs Unión Tarapoto (Repechaje 8) | Construcción Civil vs Unión Tarapoto (Repechaje 8) | Construcción Civil vs Unión Tarapoto (Repechaje 8) | Construcción Civil vs Unión Tarapoto (Repechaje 8) |     |     |     |     |     |     |     |     |     |     |     |     |     |     |     |     |     |     |     |     |     |     |     |     |     |     |     |     |
| Fecha                                                   | Hora                                               | Local                                              | Resultado                                          | Visitante                                          | Estadio                                            | Ciudad                                             |                                                    |                                                    |                                                    |                                                    |                                                    |     |     |     |     |     |     |     |     |     |     |     |     |     |     |     |     |     |     |     |     |     |     |     |     |     |     |     |     |
| Ida                                                     | Ida                                                | Ida                                                | Ida                                                | Ida                                                | Ida                                                | Ida                                                | Ida                                                | Ida                                                | Ida                                                | Ida                                                | Ida                                                | Ida | Ida | Ida | Ida | Ida | Ida | Ida | Ida | Ida | Ida | Ida | Ida | Ida | Ida | Ida | Ida | Ida | Ida | Ida | Ida | Ida | Ida | Ida | Ida | Ida | Ida | Ida | Ida |
| ------------------------------------------------------- | -------------------------------------------------- | -------------------------------------------------- | -------------------------------------------------- | -------------------------------------------------- | -------------------------------------------------- | -------------------------------------------------- | -------------------------------------------------- | -------------------------------------------------- | -------------------------------------------------- | -------------------------------------------------- | -------------------------------------------------- | --- | --- | --- | --- | --- | --- | --- | --- | --- | --- | --- | --- | --- | --- | --- | --- | --- | --- | --- | --- | --- | --- | --- | --- | --- | --- | --- | --- |
| 25 de octubre                                           | 16:00                                              | Construcción Civil                                 | 0 - 0                                              | Unión Tarapoto                                     | Sebastián Vilela                                   | Motupe                                             |                                                    |                                                    |                                                    |                                                    |                                                    |     |     |     |     |     |     |     |     |     |     |     |     |     |     |     |     |     |     |     |     |     |     |     |     |     |     |     |     |
| Vuelta                                                  |                                                    |                                                    |                                                    |                                                    |                                                    |                                                    |                                                    |                                                    |                                                    |                                                    |                                                    |     |     |     |     |     |     |     |     |     |     |     |     |     |     |     |     |     |     |     |     |     |     |     |     |     |     |     |     |
| 01 de noviembre                                         | 15:30                                              | Unión Tarapoto                                     | 3 - 0                                              | Construcción Civil                                 | Carlos Vidaurre                                    | Tarapoto                                           |                                                    |                                                    |                                                    |                                                    |                                                    |     |     |     |     |     |     |     |     |     |     |     |     |     |     |     |     |     |     |     |     |     |     |     |     |     |     |     |     |
| Clasifica a etapa nacional-tercera fase: Unión Tarapoto |                                                    |                                                    |                                                    |                                                    |                                                    |                                                    |                                                    |                                                    |                                                    |                                                    |                                                    |     |     |     |     |     |     |     |     |     |     |     |     |     |     |     |     |     |     |     |     |     |     |     |     |     |     |     |     |

### Tercera fase
Participantes
| Departamento | Equipo                   | Ciudad      | D.T.              |
| ------------ | ------------------------ | ----------- | ----------------- |
| Áncash       | Sport Áncash FC          | Huaraz      | Tito Chumpitaz    |
| Ápurimac     | Cultural Santa Rosa      | Andahuaylas | Rafael Arnao      |
| Arequipa     | La Colina F.C.           | El Pedregal | Mario Flores      |
| Ayacucho     | Deportivo Municipal      | Kimbiri     | José Suárez       |
| Cajamarca    | Deportivo Hualgayoc      | Hualgayoc   | Erick Torres      |
| Callao       | Academia Cantolao        | Bellavista  | Guillermo Esteves |
| Cusco        | Alfredo Salinas          | Espinar     | Paúl Rodríguez    |
| Ica          | Juventud Barrio Nuevo    | Ica         | Jaime Moscoso     |
| Junín        | Sport La Vid             | Concepción  | Mifflin Bermúdez  |
| La Libertad  | Racing Club              | Huamachuco  | Nolberto Cruz     |
| Lima         | Independiente Miraflores | Lima        | Gustavo Rivas     |
| Piura        | Defensor La Bocana       | Sechura     | Javier Atoche     |
| San Martín   | Unión Tarapoto           | Tarapoto    | Martín Dall´orso  |
| Tacna        | Coronel Bolognesi        | Tacna       | Lizandro Barbarán |
| Tumbes       | Cristal Tumbes           | Tumbes      | René Rujel        |
| Tumbes       | José Chiroque Cielo      | Zarumilla   | Yul Montoya       |

| Sport La Vid Academia Cantolao Independiente Miraflores Deportivo Hualgayoc Racing Club Cristal Tumbes La Colina Deportivo Municipal Cultural Santa Rosa Defensor La Bocana Alfredo Salinas Sport Ancash Barrio Nuevo José Chiroque Cielo Unión Tarapoto Coronel Bolognesi |

### Cuadro
|  | Octavos de final          | Octavos de final     | Octavos de final     |                    |   | Cuartos de final      | Cuartos de final      | Cuartos de final      |  |  | Semifinales         | Semifinales         | Semifinales         |  |  | Final                 | Final                 | Final                 |
|  | 8 al 15 de noviembre      | 8 al 15 de noviembre | 8 al 15 de noviembre |                    |   | 22 al 29 de noviembre | 22 al 29 de noviembre | 22 al 29 de noviembre |  |  | 5 al 8 de diciembre | 5 al 8 de diciembre | 5 al 8 de diciembre |  |  | 12 al 17 de diciembre | 12 al 17 de diciembre | 12 al 17 de diciembre |
|  |                           |                      |                      |                    |   |                       |                       |                       |  |  |                     |                     |                     |  |  |                       |                       |                       |
|  |                           |                      |                      |                    |   |                       |                       |                       |  |  |                     |                     |                     |  |  |                       |                       |                       |
|  |                           |                      |                      |                    |   |                       |                       |                       |  |  |                     |                     |                     |  |  |                       |                       |                       |
|  | La Colina                 | 1                    | 1                    |                    |   |                       |                       |                       |  |  |                     |                     |                     |  |  |                       |                       |                       |
|  | La Colina                 | 1                    | 1                    |                    |   |                       |                       |                       |  |  |                     |                     |                     |  |  |                       |                       |                       |
|  | Unión Tarapoto            | 2                    | 1                    |                    |   |                       |                       |                       |  |  |                     |                     |                     |  |  |                       |                       |                       |
|  | Unión Tarapoto            | 2                    | 1                    | Unión Tarapoto     | 0 | 1                     |                       |                       |  |  |                     |                     |                     |  |  |                       |                       |                       |
|  |                           |                      |                      |                    | 0 | 1                     |                       |                       |  |  |                     |                     |                     |  |  |                       |                       |                       |
|  |                           | Alfredo Salinas      | 1                    | 1                  |   |                       |                       |                       |  |  |                     |                     |                     |  |  |                       |                       |                       |
|  | Dep. Municipal de Kimbiri | Alfredo Salinas      | 1                    | 1                  | 0 | 1                     |                       |                       |  |  |                     |                     |                     |  |  |                       |                       |                       |
|  | Dep. Municipal de Kimbiri |                      |                      |                    | 0 | 1                     |                       |                       |  |  |                     |                     |                     |  |  |                       |                       |                       |
|  | Alfredo Salinas           | 3                    | 1                    |                    |   |                       |                       |                       |  |  |                     |                     |                     |  |  |                       |                       |                       |
|  | Alfredo Salinas           | 3                    | 1                    | Alfredo Salinas    | 0 | 6                     |                       |                       |  |  |                     |                     |                     |  |  |                       |                       |                       |
|  |                           |                      |                      |                    | 0 | 6                     |                       |                       |  |  |                     |                     |                     |  |  |                       |                       |                       |
|  |                           | Def. La Bocana       | 9                    | 0                  |   |                       |                       |                       |  |  |                     |                     |                     |  |  |                       |                       |                       |
|  | Indpte. Miraflores        | Def. La Bocana       | 9                    | 0                  | 1 | 2                     |                       |                       |  |  |                     |                     |                     |  |  |                       |                       |                       |
|  | Indpte. Miraflores        |                      |                      |                    | 1 | 2                     |                       |                       |  |  |                     |                     |                     |  |  |                       |                       |                       |
|  | Racing de Huamachuco      | 3                    | 0                    |                    |   |                       |                       |                       |  |  |                     |                     |                     |  |  |                       |                       |                       |
|  | Racing de Huamachuco      | 3                    | 0                    | Indpte. Miraflores | 0 | 2                     |                       |                       |  |  |                     |                     |                     |  |  |                       |                       |                       |
|  |                           |                      |                      |                    | 0 | 2                     |                       |                       |  |  |                     |                     |                     |  |  |                       |                       |                       |
|  |                           | Def. La Bocana       | 2                    | 2                  |   |                       |                       |                       |  |  |                     |                     |                     |  |  |                       |                       |                       |
|  | Cnel. Bolognesi           | Def. La Bocana       | 2                    | 2                  | 1 | 2                     |                       |                       |  |  |                     |                     |                     |  |  |                       |                       |                       |
|  | Cnel. Bolognesi           |                      |                      |                    | 1 | 2                     |                       |                       |  |  |                     |                     |                     |  |  |                       |                       |                       |
|  | Def. La Bocana            | 5                    | 1                    |                    |   |                       |                       |                       |  |  |                     |                     |                     |  |  |                       |                       |                       |
|  | Def. La Bocana            | 5                    | 1                    | Def. La Bocana     | 2 | 2                     |                       |                       |  |  |                     |                     |                     |  |  |                       |                       |                       |
|  |                           |                      |                      |                    | 2 | 2                     |                       |                       |  |  |                     |                     |                     |  |  |                       |                       |                       |
|  |                           | Academia Cantolao    | 0                    | 3                  |   |                       |                       |                       |  |  |                     |                     |                     |  |  |                       |                       |                       |
|  | Sport La Vid              | Academia Cantolao    | 0                    | 3                  | 0 | 4                     |                       |                       |  |  |                     |                     |                     |  |  |                       |                       |                       |
|  | Sport La Vid              |                      |                      |                    | 0 | 4                     |                       |                       |  |  |                     |                     |                     |  |  |                       |                       |                       |
|  | Juv. Barrio Nuevo         | 1                    | 1                    |                    |   |                       |                       |                       |  |  |                     |                     |                     |  |  |                       |                       |                       |
|  | Juv. Barrio Nuevo         | 1                    | 1                    | Sport La Vid       | 1 | 1                     |                       |                       |  |  |                     |                     |                     |  |  |                       |                       |                       |
|  |                           |                      |                      |                    | 1 | 1                     |                       |                       |  |  |                     |                     |                     |  |  |                       |                       |                       |
|  |                           | Acad. Cantolao       | 5                    | 0                  |   |                       |                       |                       |  |  |                     |                     |                     |  |  |                       |                       |                       |
|  | Academia Cantolao         | Acad. Cantolao       | 5                    | 0                  | 1 | 4                     |                       |                       |  |  |                     |                     |                     |  |  |                       |                       |                       |
|  | Academia Cantolao         |                      |                      |                    | 1 | 4                     |                       |                       |  |  |                     |                     |                     |  |  |                       |                       |                       |
|  | José Chiroque             | 1                    | 0                    |                    |   |                       |                       |                       |  |  |                     |                     |                     |  |  |                       |                       |                       |
|  | José Chiroque             | 1                    | 0                    | Academia Cantolao  | 2 | 2                     |                       |                       |  |  |                     |                     |                     |  |  |                       |                       |                       |
|  |                           |                      |                      |                    | 2 | 2                     |                       |                       |  |  |                     |                     |                     |  |  |                       |                       |                       |
|  |                           | Cristal Tumbes       | 1                    | 2                  |   |                       |                       |                       |  |  |                     |                     |                     |  |  |                       |                       |                       |
|  | Cristal Tumbes            | Cristal Tumbes       | 1                    | 2                  | 0 | 5                     |                       |                       |  |  |                     |                     |                     |  |  |                       |                       |                       |
|  | Cristal Tumbes            |                      |                      |                    | 0 | 5                     |                       |                       |  |  |                     |                     |                     |  |  |                       |                       |                       |
|  | Deportivo Hualgayoc       | 2                    | 1                    |                    |   |                       |                       |                       |  |  |                     |                     |                     |  |  |                       |                       |                       |
|  | Deportivo Hualgayoc       | 2                    | 1                    | Cristal Tumbes     | 1 | 3                     |                       |                       |  |  |                     |                     |                     |  |  |                       |                       |                       |
|  |                           |                      |                      |                    | 1 | 3                     |                       |                       |  |  |                     |                     |                     |  |  |                       |                       |                       |
|  |                           | Sport Áncash         | 1                    | 1                  |   |                       |                       |                       |  |  |                     |                     |                     |  |  |                       |                       |                       |
|  | Cultural Santa Rosa       | Sport Áncash         | 1                    | 1                  | 0 | 2                     |                       |                       |  |  |                     |                     |                     |  |  |                       |                       |                       |
|  | Cultural Santa Rosa       |                      |                      |                    | 0 | 2                     |                       |                       |  |  |                     |                     |                     |  |  |                       |                       |                       |
|  | Sport Áncash              | 2                    | 1                    |                    |   |                       |                       |                       |  |  |                     |                     |                     |  |  |                       |                       |                       |

En cada llave el equipo mejor ubicado en la Tabla Única de Posiciones tiene la potestad de elegir orden de localía y clasifica(n) en caso de empate.

### Octavos de final
Fechas: 8 y 15 de noviembre

#### Llave A
| 8 de noviembre de 2015, 15:00 | Unión Tarapoto         | 2:1 (0:1) | La Colina   | Estadio Carlos Vidaurre, Tarapoto                          |                                                            |
|                               | Sánchez 45' · Vega 57' | Reporte   | Paredes 13' | Asistencia: 6000 espectadores Árbitro(s): Eduardo Chirinos | Asistencia: 6000 espectadores Árbitro(s): Eduardo Chirinos |

| 14 de noviembre de 2015, 15:30 | La Colina      | 1:1 (1:1) | Unión Tarapoto | Estadio Almirante Miguel Grau, El Pedregal               |                                                          |
|                                | De la Cruz 36' | Reporte   | Sáenz 16'      | Asistencia: 1500 espectadores Árbitro(s): Yovani Quevedo | Asistencia: 1500 espectadores Árbitro(s): Yovani Quevedo |

#### Llave B
| 8 de noviembre de 2015, 15:45 | Juventud Barrio Nuevo | 1:0 (1:0) | Sport La Vid | Estadio José Picasso Peratta, Ica                           |                                                             |
|                               | Carranza 6' (a.g.)    | Reporte   |              | Asistencia: 2000 espectadores Árbitro(s): Alejandro Salazar | Asistencia: 2000 espectadores Árbitro(s): Alejandro Salazar |

| 15 de noviembre de 2015, 15:30 | Sport La Vid                             | 4:1 (0:1) | Juventud Barrio Nuevo | Estadio Mariscal Castilla, Huancayo |                              |
|                                | Rojas 50' · Sauñe 71' 87' · Mogollón 89' | Reporte   | Reyes 45+2'           | Árbitro(s): Fernando Legario        | Árbitro(s): Fernando Legario |

#### Llave C
| 9 de noviembre de 2015, 15:30 | Deportivo Hualgayoc | 2:0 (0:0) | Cristal Tumbes | Estadio José Gálvez Egúzquiza, Hualgayoc               |                                                        |
|                               | Neira 65' 88'       | Reporte   |                | Asistencia: 500 espectadores Árbitro(s): Roberto Mauro | Asistencia: 500 espectadores Árbitro(s): Roberto Mauro |

| 15 de noviembre de 2015, 15:00 | Cristal Tumbes                               | 5:1 (2:0) | Deportivo Hualgayoc | Estadio Mariscal Cáceres, Tumbes |                          |
|                                | Rueda 25' 60' · Morán 31' 64' · Alvarado 83' | Reporte   | Vílchez 85'         | Árbitro(s): Ramón Blanco         | Árbitro(s): Ramón Blanco |

#### Llave D
| 8 de noviembre de 2015, 15:30 | Defensor La Bocana                                             | 5:1 (1:0) | Coronel Bolognesi | Estadio Sesquicentenario, Sechura                    |                                                      |
|                               | Roque 30' · Arrieta 66' · Torres 68' · Arroyo 81' · Febres 87' | Reporte   | Ríos 47'          | Asistencia: 5000 espectadores Árbitro(s): Luis Garay | Asistencia: 5000 espectadores Árbitro(s): Luis Garay |

| 15 de noviembre de 2015, 15:30 | Coronel Bolognesi        | 2:1 (1:0) | Defensor La Bocana | Estadio Jorge Basadre, Tacna                             |                                                          |
|                                | Ortiz 12' · Gonzáles 51' | Reporte   | Arrieta 88'        | Asistencia: 6000 espectadores Árbitro(s): Jorge Martínez | Asistencia: 6000 espectadores Árbitro(s): Jorge Martínez |

#### Llave E
| 8 de noviembre de 2015, 15:50 | Racing Club              | 3:1 (1:1) | Independiente Miraflores | Estadio Municipal de Huamachuco, Huamachuco            |                                                        |
|                               | Gonzáles 14' 90+5' 90+7' | Reporte   | Robles 16'               | Asistencia: 600 espectadores Árbitro(s): Ceifer Cachay | Asistencia: 600 espectadores Árbitro(s): Ceifer Cachay |

| 14 de noviembre de 2015, 15:30 | Independiente Miraflores | 2:0 (1:0) | Racing Club | Estadio Manuel Bonilla, Lima                           |                                                        |
|                                | Flores 22' 63'           | Reporte   |             | Asistencia: 300 espectadores Árbitro(s): Roberto Mauro | Asistencia: 300 espectadores Árbitro(s): Roberto Mauro |

#### Llave F
| 8 de noviembre de 2015, 12:30 | Sport Áncash    | 2:0 (1:0) | Cultural Santa Rosa | Estadio Rosas Pampa, Huaraz                              |                                                          |
|                               | Pacheco 45' 57' | Reporte   |                     | Asistencia: 12 000 espectadores Árbitro(s): Ramón Blanco | Asistencia: 12 000 espectadores Árbitro(s): Ramón Blanco |

| 15 de noviembre de 2015, 15:30 | Cultural Santa Rosa     | 2:1 (0:1) | Sport Áncash | Estadio Los Chankas, Andahuaylas                         |                                                          |
|                                | Bravo 65' · Benítez 77' | Reporte   | Charún 30'   | Asistencia: 9000 espectadores Árbitro(s): Luis Seminario | Asistencia: 9000 espectadores Árbitro(s): Luis Seminario |

#### Llave G
| 8 de noviembre de 2015, 15:45 | José Chiroque Cielo | 1:1 (1:1) | Academia Cantolao | Estadio 24 de julio, Zarumilla                       |                                                      |
|                               | La Rosa 33'         | Reporte   | Cáceres 29'       | Asistencia: 1000 espectadores Árbitro(s): Iván Chang | Asistencia: 1000 espectadores Árbitro(s): Iván Chang |

| 14 de noviembre de 2015, 15:30 | Academia Cantolao                            | 4:0 (2:0) | José Chiroque Cielo | Estadio Alberto Gallardo, Lima                             |                                                            |
|                                | Roque 14' 90+1' · Ceballos 38' · Cabello 55' | Reporte   |                     | Asistencia: 200 espectadores Árbitro(s): Miguel Santiváñez | Asistencia: 200 espectadores Árbitro(s): Miguel Santiváñez |

#### Llave H
| 8 de noviembre de 2015, 15:00 | Alfredo Salinas                          | 3:0 (2:0) | Deportivo Municipal de Kimbiri | Estadio Municipal de Espinar, Yauri                      |                                                          |
|                               | Zúñiga 18' · Quispe 33' · Zambrano 90+3' | Reporte   |                                | Asistencia: 6000 espectadores Árbitro(s): Henry Gambetta | Asistencia: 6000 espectadores Árbitro(s): Henry Gambetta |

| 15 de noviembre de 2015, 13:00 | Deportivo Municipal de Kimbiri | 1:1 (0:0) | Alfredo Salinas | Estadio Municipal de Kimbiri, Kimbiri                 |                                                       |
|                                | Barrueto 49'                   | Reporte   | Armacta 78'     | Asistencia: 400 espectadores Árbitro(s): Kevin Ortega | Asistencia: 400 espectadores Árbitro(s): Kevin Ortega |

### Cuartos de final
Fechas: 22 y 29 de noviembre

#### Cuarto 1
| 22 de noviembre de 2015, 15:00 | Unión Tarapoto | 0:1 (0:1) | Alfredo Salinas   | Estadio Carlos Vidaurre, Tarapoto |                            |
|                                |                |           | Villavicencio 45' | Árbitro(s): Luis Seminario        | Árbitro(s): Luis Seminario |

| 29 de noviembre de 2015, 15:00 | Alfredo Salinas | 1:1 (1:1) | Unión Tarapoto | Estadio Municipal de Espinar, Yauri |                        |
|                                | Zúñiga 35'      |           | Sánchez 37'    | Árbitro(s): Iván Chang              | Árbitro(s): Iván Chang |

#### Cuarto 2
| 22 de noviembre de 2015, 15:30 | Academia Cantolao                   | 5:1 (1:0) | Sport La Vid | Estadio Miguel Grau, Callao |                             |
|                                | Roque 28' 48' 54' 83' · Sánchez 53' |           | Mogollón 90' | Árbitro(s): Renzo Castañeda | Árbitro(s): Renzo Castañeda |

| 29 de noviembre de 2015, 13:00 | Sport La Vid | 1:0 (1:0) | Academia Cantolao | Estadio Huancayo, Huancayo |                            |
|                                | Rossell 34'  |           |                   | Árbitro(s): Yovani Quevedo | Árbitro(s): Yovani Quevedo |

#### Cuarto 3
| 22 de noviembre de 2015, 13:00 | Sport Áncash FC | 1:1 (0:1) | Cristal Tumbes | Estadio Rosas Pampa, Huaraz  |                              |
|                                | Zalón 71'       |           | Crespo 45+1'   | Árbitro(s): Eduardo Chirinos | Árbitro(s): Eduardo Chirinos |

| 29 de noviembre de 2015, 15:00 | Cristal Tumbes                     | 3:1 (3:1) | Sport Áncash FC | Estadio Mariscal Cáceres, Tumbes |                           |
|                                | Bances 13' · Rueda 25' · Moran 35' |           | Zalón 41'       | Árbitro(s): Roberto Mauro        | Árbitro(s): Roberto Mauro |

#### Cuarto 4
| 22 de noviembre de 2015, 15:30 | Defensor La Bocana          | 2:0 (0:0) | Independiente Miraflores | Estadio Sesquicentenario, Sechura |                            |
|                                | Valladares 57' · Merino 59' |           |                          | Árbitro(s): Micke Palomino        | Árbitro(s): Micke Palomino |

| 28 de noviembre de 2015, 15:30 | Independiente Miraflores     | 2:2 (0:0) | Defensor La Bocana       | Estadio Manuel Bonilla, Lima |                          |
|                                | Lozano 90+1' · Vásquez 90+5' |           | Alcalde 66' · Febres 87' | Árbitro(s): Kevin Ortega     | Árbitro(s): Kevin Ortega |

### Semifinales

#### Semifinalista 1
| 5 de diciembre de 2015, 15:30 | Defensor La Bocana                                                                                | 9:0 (5:0) | Alfredo Salinas | Estadio Sesquicentenario, Sechura |                              |
|                               | Merino 19' · Arrieta 27' 33' · Ruiz 38' · Alcalde 45+1' 60' · Yovera 67' · Arroyo 76' · Roque 81' |           |                 | Árbitro(s): Michael Espinoza      | Árbitro(s): Michael Espinoza |

| 8 de diciembre de 2015, 15:30 | Alfredo Salinas                                        | 6:0 (4:0) | Defensor La Bocana | Estadio Municipal de Espinar, Yauri |                        |
|                               | Villavicencio 1' 19' · Quispe 24' 39' 52' · Sencia 76' |           |                    | Árbitro(s): Luis Garay              | Árbitro(s): Luis Garay |

#### Semifinalista 2
| 5 de diciembre de 2015, 15:30 | Academia Cantolao       | 2:1 (1:0) | Cristal Tumbes | Estadio Miguel Grau, Callao |                          |
|                               | Ceballos 45' · Ruiz 58' |           | Crespo 74'     | Árbitro(s): Manuel Garay    | Árbitro(s): Manuel Garay |

| 8 de diciembre de 2015, 15:30 | Cristal Tumbes             | 2:2 (1:1) | Academia Cantolao        | Estadio Mariscal Cáceres, Tumbes |                             |
|                               | Morán 1' · Alvarado 90+12' |           | Ceballos 23' · Roque 75' | Árbitro(s): Renzo Castañeda      | Árbitro(s): Renzo Castañeda |

### Final
| 13 de diciembre de 2015, 12:30 | Defensor La Bocana        | 2:0 (1:0) | Academia Cantolao | Estadio Sesquicentenario, Sechura |                              |
|                                | Arrieta 7' · Arroyo 90+4' | Reporte   |                   | Árbitro(s): Michael Espinoza      | Árbitro(s): Michael Espinoza |

| 20 de diciembre de 2015, 15:00 | Academia Cantolao               | 3:2 (1:0) | Defensor La Bocana      | Estadio Alejandro Villanueva, Lima |                             |
|                                | Ceballos 38' 86' · Vernal 90+4' | Reporte   | Yovera 67' · Arroyo 84' | Árbitro(s): Víctor Carrillo        | Árbitro(s): Víctor Carrillo |

|                               |
| Campeón                       |
| Defensor La Bocana 1.º título |

## Goleadores (etapa nacional)
Datos según DeChalaca.com.
| 1º.                                            | Miguel Roque       | Academia Cantolao     | 14 | 11 | 1.27 |
| 2º.                                            | Víctor Morán       | Cristal Tumbes        | 11 | 11 | 1    |
| 3º.                                            | Ronald Ricaldi     | Minsa FBC             | 10 | 8  | 1.25 |
| 3º.                                            | Kevin Rueda        | Cristal Tumbes        | 10 | 11 | 0.91 |
| 3º.                                            | Mario Ceballos     | Academia Cantolao     | 10 | 14 | 0.71 |
| 4º.                                            | George Arrieta     | Defensor La Bocana    | 7  | 14 | 0.5  |
| 4º.                                            | Saúl Reyes         | Juventud Barrio Nuevo | 7  | 8  | 0.88 |
| 4º.                                            | José Ruiz          | Racing Club           | 7  | 9  | 0.78 |
| 4º.                                            | Jossimar Pacheco   | Sport Áncash FC       | 7  | 10 | 0.7  |
| 4º.                                            | Christopher Charún | Sport Áncash FC       | 7  | 9  | 0.78 |
| Última actualización: 20 de diciembre de 2015. |                    |                       |    |    |      |